# Unione Sportiva Triestina Calcio 1993-1994
Questa pagina raccoglie le informazioni riguardanti l'Unione Sportiva Triestina Calcio nelle competizioni ufficiali della stagione 1993-1994.

## Rosa
| N. |                   | Ruolo | Calciatore        |
| -- | ----------------- | ----- | ----------------- |
|    | Italia (bandiera) | D     | Alessio Ballanti  |
|    | Italia (bandiera) | A     | Francesco Caruso  |
|    | Italia (bandiera) | C     | Silvio Casonato   |
|    | Italia (bandiera) | D     | Ersilio Cerone    |
|    | Italia (bandiera) | C     | Bruno Conca       |
|    | Italia (bandiera) | D     | Gino Cossaro      |
|    | Italia (bandiera) | C     | Sandro Danelutti  |
|    | Italia (bandiera) | P     | Mauro Drigo       |
|    | Italia (bandiera) | P     | Nico Facciolo     |
|    | Italia (bandiera) | A     | Denis Godeas      |
|    | Italia (bandiera) | A     | Roberto Labardi   |
|    | Italia (bandiera) | A     | Francesco La Rosa |

| N. |                   | Ruolo | Calciatore           |
| -- | ----------------- | ----- | -------------------- |
|    | Italia (bandiera) | A     | Massimo Marsich      |
|    | Italia (bandiera) | D     | Mauro Milanese       |
|    | Italia (bandiera) | D     | Riccardo Pasqualetto |
|    | Italia (bandiera) | C     | Walter Pasqualini    |
|    | Italia (bandiera) | A     | Maurizio Rizzioli    |
|    | Italia (bandiera) | C     | Francesco Romano     |
|    | Italia (bandiera) | D     | Luigi Sandrin        |
|    | Italia (bandiera) | C     | Giovanni Soncin      |
|    | Italia (bandiera) | D     | Stefano Sottili      |
|    | Italia (bandiera) | C     | Antonio Terracciano  |
|    | Italia (bandiera) | D     | Gianluca Zattarin    |

## Risultati

### Campionato

#### Girone di andata
| 12 settembre 1993 1ª giornata | Triestina | 0 – 0 | Alessandria |  |

| 19 settembre 1993 2ª giornata | Prato | 0 – 1 | Triestina |  |

| 26 settembre 1993 3ª giornata | Palazzolo | 2 – 2 | Triestina |  |

| 3 ottobre 1993 4ª giornata | Triestina | 0 – 0 | Pro Sesto |  |

| 10 ottobre 1993 5ª giornata | Pistoiese | 0 – 0 | Triestina |  |

| 17 ottobre 1993 6ª giornata | Triestina | 4 – 1 | Massese |  |

| 24 ottobre 1993 7ª giornata | Chievo | 0 – 0 | Triestina |  |

| 31 ottobre 1993 8ª giornata | Triestina | 1 – 1 | Como |  |

| 7 novembre 1993 9ª giornata | Triestina | 1 – 2 | Fiorenzuola |  |

| 14 novembre 1993 10ª giornata | Carrarese | 0 – 0 | Triestina |  |

| 21 novembre 1993 11ª giornata | Triestina | 1 – 2 | Empoli |  |

| 28 novembre 1993 12ª giornata | Carpi | 0 – 0 | Triestina |  |

| 5 dicembre 1993 13ª giornata | Triestina | 1 – 0 | Bologna |  |

| 12 dicembre 1993 14ª giornata | Spezia | 1 – 1 | Triestina |  |

| 19 dicembre 1993 15ª giornata | Triestina | 2 – 3 | Leffe |  |

| 24 dicembre 1993 16ª giornata | SPAL | 3 – 1 | Triestina |  |

| 16 gennaio 1994 17ª giornata | Triestina | 0 – 0 | Mantova |  |

#### Girone di ritorno
| 23 gennaio 1994 18ª giornata | Alessandria | 1 – 1 | Triestina |  |

| 30 gennaio 1994 19ª giornata | Triestina | 2 – 0 | Prato |  |

| 6 febbraio 1994 20ª giornata | Triestina | 2 – 1 | Palazzolo |  |

| 13 febbraio 1994 21ª giornata | Pro Sesto | 1 – 1 | Triestina |  |

| 20 febbraio 1994 22ª giornata | Triestina | 0 – 0 | Pistoiese |  |

| 6 marzo 1994 23ª giornata | Massese | 0 – 0 | Triestina |  |

| 13 marzo 1994 24ª giornata | Triestina | 1 – 1 | Chievo |  |

| 20 marzo 1994 25ª giornata | Como | 3 – 2 | Triestina |  |

| 27 marzo 1994 26ª giornata | Fiorenzuola | 0 – 1 | Triestina |  |

| 10 aprile 1994 27ª giornata | Triestina | 1 – 1 | Carrarese |  |

| 17 aprile 1994 28ª giornata | Empoli | 0 – 1 | Triestina |  |

| 24 aprile 1994 29ª giornata | Triestina | 1 – 0 | Carpi |  |

| 1º maggio 1994 30ª giornata | Bologna | 2 – 0 | Triestina |  |

| 8 maggio 1994 31ª giornata | Triestina | 0 – 0 | Spezia |  |

| 15 maggio 1994 32ª giornata | Leffe | 1 – 1 | Triestina |  |

| 22 maggio 1994 33ª giornata | Triestina | 1 – 1 | SPAL |  |

| 29 maggio 1994 34ª giornata | Mantova | 3 – 2 | Triestina |  |